# Artūras Jomantas
Artūras Jomantas,  (nacido el 4 de mayo de 1985 en Mažeikiai, Lituania) es un jugador de baloncesto lituano. Con 2.00 m de estatura, su puesto natural en la cancha es el de alero.

## Trayectoria
- Nafta Mažeikiai (2001-2004)
- Šiauliai (2004-2006)
- Lietuvos Rytas (2006-2013)
- KK Pieno žvaigždės (2013-2014)
- KK Alytaus Dzūkija (2014-2015)
- BC Šiauliai (2015-2016)
- Lietuvos Rytas (2016- )

## Palmarés
- Liga Báltica: 2

Lietuvos Rytas: 2006-2007, 2008-2009
- Eurocup: 1

Lietuvos Rytas: 2008-2009